# 가공할 헛소리
가공할 헛소리(Monstrous moonshine) 또는 가공할 이론(moonshine theory,가공할 헛소리 가설)은  j-불변량및 괴물군 및 이론 물리학와 관련된 수로서 기묘한 우연적 관계를 보여주는 수이다.
1978년 존 맥케이(John McKay)는 정규화된 j-불변량의 푸리에 급수에서 이를 처음 확인하였다. 존 호턴 콘웨이가 이러한 이름을 붙였다.

## 푸리에 급수와 가공할 헛소리
j-불변량의 푸리에 급수는 {\displaystyle q=\exp(2\pi i\tau )}를 사용하여 표현하면 다음과 같다 (OEIS의 수열 A000521)
{\displaystyle j(\tau )={\frac {1}{q}}+744+196884q^{1}+21493760q^{2}+864299970q^{3}+20245856256q^{4}+333202640600q^{5}+\cdots }
이 뜻밖의 계수들이   가장 큰 예외적 유한 단순군인 괴물군의 기약 표현들의 차원과 일정한 수치에서 서로 관계있음을 보여주는 연결고리이다.
{\displaystyle {\begin{aligned}1&=1\\196884&=196883+1\\21493760&=21296876+196883+1\\864299970&=842609326+21296876+2\cdot 196883+2\cdot 1\\20245856256&=18538750076+2\cdot 842609326+21296876+3\cdot 196883+3\cdot 1\\&=19360062527+842609326+2\cdot 21296876+3\cdot 196883+2\cdot 1\\333202640600&=293553734298+2\cdot 18538750076+3\cdot 842609326+2\cdot 21296876+5\cdot 196883+5\cdot 1\\&=293553734298+19360062527+18538750076+2\cdot 842609326+3\cdot 21296876+5\cdot 196883+4\cdot 1\\4252023300096&=3879214937598+293553734298+4\cdot 18538750076+6\cdot 842609326+2\cdot 21296876+7\cdot 196883+7\cdot 1\\&{}\,\,\,\vdots \end{aligned}}}
이 관계를 가공할 헛소리라고 한다.
이 사실은 리처드 보처즈가 리치 격자(Leech lattice)에 축소화한 보손 끈 이론에서 사용해 설명하였고, 이처럼 이론물리학이 대수적 정수론과의 관계에서 가공할 헛소리가 꼭지점 연산자 대수에서처럼 서로 깊은 연관이 있을 수 있음을 보여주는 등각장론(conformal field theory)연구로 필즈상을 수상하였다.

## 일반화된 가공할 헛소리
존 콘웨이와 사이먼 노턴(Simon Norton)은 1979년 논문에서 가공할 헛소리 가설이 괴물군에 국한되지 않고 비슷한 현상이 다른 산재군에서 발견될 수 있다고 제안했다.
- T1A에서 괴물군 M
- T2A에서 아기 괴물군 F2
- T2B에서 콘웨이 군들
- T3A에서 피셔 군 Fi23, Fi24
- T3C에서 톰프슨 군 Th = F3
- T4A에서 콘웨이 군들
- T4A에서 맥클로플린 군 McL
- T5A에서 하라다-노턴 군 HN = F5
- T6A에서 피셔 군 Fi22
- T6B에서 스즈키 산재군 Suz
- T7A에서 헬트 군 He = F7
- T10A에서 히그먼-심스 군 HS

## 같이 보기
- 라마누잔 상수
- 헤그너 수
- 펠릭스 클라인(Felix Flein)